# Álvaro Rincón
Álvaro Rincón Muñoz, es un arquitecto colombiano, conocido públicamente por ser el esposo de la exvicepresidenta de Colombia, Marta Lucía Ramírez. Se casó con ella desde una edad temprana y juntos tienen una hija, María Alejandra. 

## Biografía y vida personal
Estudió arquitectura en la Universidad de los Andes. Posteriormente, complementó su formación con estudios en negocios en la Universidad de La Sabana y en la Universidad de Harvard.
Aunque su trayectoria profesional no ha sido ampliamente difundida en medios masivos, se le reconoce como arquitecto, quien ha desarrollado su carrera en el sector de la construcción.
En los años noventa participó en la restauración del Palacio de Nariño, sede del gobierno colombiano, como uno de sus primeros encargos de relevancia institucional. 

## Contexto familiar y acompañamiento público
Se casó en 1974 con la abogada y política Marta Lucía Ramírez, quien fue ministra, embajadora, senadora, canciller, vicepresidenta de la República (2018‑2022). Tienen una hija, María Alejandra Rincón Ramírez, quien ha vivido la mayor parte de su vida fuera de Colombia. En 2002, tras el nombramiento de Marta Lucía Ramírez como ministra de Defensa, María Alejandra fue declarada objetivo militar por grupos armados ilegales, lo que obligó a su salida del país. Actualmente reside en Nueva York. 
Ha acompañado a la exmandataria durante su carrera pública. En entrevistas ha relatado cómo su vida cambió drásticamente durante los periodos en que su esposa ocupó altos cargos públicos, especialmente cuando fue ministra de Defensa y embajadora en Francia. 

## Controversias e implicaciones legales

### Relación comercial
En 2020, la organización periodística Insight Crime publicó una investigación sobre Guillermo Acevedo, presunto narcotraficante, conocido como “Memo Fantasma”, en la que se mencionó la participación de la empresa inmobiliaria Hitos Urbanos, propiedad de Rincón, su esposa Marta Lucía Ramírez y su hija, en el desarrollo del edificio de oficinas Torre 85 en Bogotá.  
Según la investigación, Acevedo aportó lotes que poseía a través de poderes otorgados por su madre y su abuela, los cuales fueron integrados al proyecto inmobiliario. Rincón reconoció haber tenido relación comercial con Acevedo, a quien conoció como un supuesto ganadero interesado en negocios inmobiliarios, y negó conocer vínculos de este con actividades criminales. Posteriormente, Martha Lucía Ramírez interpuso y luego retiró una denuncia contra el director de Insight Crime, alegando afectación a su honra. Hasta la fecha, no se ha reportado ningún proceso judicial contra Rincón o su familia relacionado con este caso.

### Citación en investigación de la Fiscalía
La Fiscalía General de la Nación citó en mayo de 2020 a Álvaro Rincón, como testigo bajo juramento para esclarecer su relación con Guillermo León Acevedo, alias “Memo Fantasma”, en el marco de una investigación por posibles negocios inmobiliarios. Durante la diligencia, Rincón afirmó que su empresa, Hitos Urbanos, verificó los antecedentes del representante de los terrenos y no encontró registros sospechosos. Tras la declaración, no se le abrió proceso judicial alguno en su contra.  

### Conclusiones
Según El Espectador, la sociedad Hitos Urbanos realizó verificaciones antes de concretar el negocio con Acevedo, consultando bases de inteligencia y al entonces director de inteligencia de la Policía, coronel Óscar Naranjo, sin que apareciera información que generara sospechas. En 2017, Rincón también solicitó formalmente a la Fiscalía verificar si existían investigaciones en curso contra Acevedo o contra él mismo, y la respuesta fue negativa.
Por su parte, Acevedo fue capturado en 2021 por lavado de activos y concierto para delinquir, pero en 2022 recuperó la libertad de manera temporal por vencimiento de términos, sin que hasta el momento se haya dictado condena en su contra.